# Association des artistes de la Russie révolutionnaire
 (août 2013).
L'Association des artistes de la Russie révolutionnaire (en russe : Ассоциация художников революционной России, Assotsiatsia khoudojnikov revolutsionnoï Rossiï), également désigné par le sigle AKRR, est un groupe d'artistes de l'Union soviétique actif de 1922 à 1933.

## Historique
Connue plus tard comme Association des artistes de la Révolution (Assotsiatsia Khoudojnikov Revoloutsii ou AKR), l'AKRR est un groupe d'artistes soviétiques jugés comme étant les porteurs légitimes de l'idéal communiste dans le monde de l'art, représentatifs du réalisme socialiste soviétique.
Les membres fondateurs sont Pavel Radimov (le dernier président du mouvement Peredvijniki ou Ambulants), Sergueï Malioutine, Evgueni Katzman, Piotr Choukhmine, Nikolaï Terpsikhorov, quelques autres peintres réalistes, qui étaient déjà actifs dans le monde artistique d'avant la Révolution russe de 1917 (Ivan Goriouchkine-Sorokopoudov). Le groupe s'est formé au sein du mouvement des Ambulants, dont sa 47e et dernière exposition s'est tenue en 1922 et s'était clairement placée en opposition aux artistes de l'avant-garde russe.
Leur première activité publique fut une exposition tenue en 1922 à Moscou, et dont le produit de la vente d'œuvres a servi à soulager les victimes de la famine de 1921. Malgré son nom révolutionnaire, la plupart des artistes étaient de la vieille école comme Abram Arkhipov, Alexandre Makovski, Nikolaï Kassatkine, Constantin Youon, Sergueï Malioutine, Vassili Mechkov et de plus jeunes comme Sergueï Guerassimov, Boris Iakovlev et Isaak Brodsky. En une décennie, l'AKRR est passée de 80 membres à plus de 300. L'adhésion de nombre d'artistes mûrs nés entre 1870 et 1880 a contribué à ce que l'association soit perçue comme une institution fiable, loin de la rhétorique ultra-révolutionnaire.
Après la répression des mouvements artistiques de 1932-1933, l'AKRR est devenue le noyau de l'Union des artistes soviétiques (en) et a été liquidée après la formation de cette dernière.